# 23 Dywizja Piechoty Honvedu
23 Dywizja Piechoty Honvedu – węgierska dywizja Honvedu Armii Austro-Węgier.
Dywizja została sformowana w sierpniu 1914, stanowiła główną jednostkę obrony Twierdzy Przemyśl. Dowódcą dywizji był do września 1914 generał Heinrich Daempf, a następnie generał dywizji Árpád Tamásy von Fogaras, będący jednocześnie zastępcą komendanta Twierdzy, generała Hermanna Kusmanka von Burgneustädten.

## Skład Dywizji
- 45 Brygada Piechoty Honvedu (z Segedyn, dowódca generał major Rudolf Seide)
  - 7 Królewsko-Węgierski Pułk Piechoty Honvedu
  - 8 Królewsko-Węgierski Pułk Piechoty Honvedu
  - 3 Pułk Jazdy Honvedu
  - 4 Pułk Jazdy Honvedu
- 46 Brygada Piechoty Honvedu (z Lugoj, dowódca generał major Lehel Festl)
  - 2 Pułk Piechoty Honvedu
  - 5 Pułk Piechoty Honvedu

Dywizja została praktycznie zniszczona w czasie II oblężenia Twierdzy Przemyśl, głównie wskutek chorób oraz walk w obronie Twierdzy. Największe straty poniosła podczas VI wypadu, próby przebicia się do własnych oddziałów w Karpatach, w nocy 19 marca 1915 roku. Błędy w dowodzeniu oraz skrajne wyczerpanie żołnierzy spowodowały, że z 8500 żołnierzy powróciło zaledwie 2662. 